# Dercé
Dercé é uma comuna francesa na região administrativa da Nova Aquitânia, no departamento de Vienne. Estende-se por uma área de 12,28 km². Em 2010 a comuna tinha 159 habitantes (densidade: 12,9 hab./km²).